# Grand Prix Belgie 2001
Grand Prix Belgie (LIX Foster's Grand Prix de Belgique) byla 14. závodem sezóny 2001, který se konal 2. září 2001 na okruhu Spa-Francorchamps. V závodě zvítězil již po páté, Michael Schumacher na voze Ferrari. Grand Prix Belgie byla závodem smíšených pocitů, zatímco Michael Schumacher slavil snadné 52 vítězství, kterým překonal rekord Alaina Prosta (51), a stal se tak nejúspěšnějším jezdcem. Nad Spa se vznášela pochmurná atmosféra, každý se znepokojoval nad osudem Luciana Burtiho, který těžce havaroval v nájezdu do Blanchimont v pátém kole. Z hrůzostrašné havárie v 300 km rychlosti nakonec Brazilec vyvázl jen s povrchovým zraněním.

## Popis závodu
Největší sázkou do loterie při Grand Prix Belgie, bylo bezesporu počasí, které výrazně zkomplikovalo již kvalifikaci a ani předpověď pro nedělní závod nebyla nijak příznivá, sice slibovala start na suchu, ale v průběhu závodu měl přijít prudký déšť.

### Kvalifikace
Kvalifikace se odehrávala na mokré trati, která v závěru pomalu osychala. Všechna tato úskalí nejlépe zvládli stratégové od Williams, kteří zvolili správné nastavení vozu a vystihli okamžik osychání vozovky pro vhodnou volbu pneumatik. Juan Pablo Montoya si tak vyjel své druhé pole position a v první řadě ho doplnil stájový kolega Ralf Schumacher. Druhou řadu tvořili němečtí piloti Michael Schumacher a asi největší překvapení kvalifikace Frentzen, v třetí řadě stálo druhé Ferrari řízené Barrichellem a Jacques Villeneuve s vozem B.A.R. Sedmá příčka patřila Häkkinenovi s vozem McLaren a Fisichellovi s Benettonem. První desítku doplnil ještě Coulthard na druhém McLaren a Pedro de la Rosa s vozem Jaguar.

### Závod
Dopoledne v zahřívacím tréninku tvrdě havaroval v zatáčce Stavelot Fernando Alonso, jeho vůz Minardi byl zcela zdemolován, jezdec však vystoupil sám, sice otřesen, ale nezraněn a postavil se i na start odpoledního závodu.
Start se hned na první pokus nezdařil, Frentzenovi zhasl motor a tak byl startovní proces přerušen a jezdci absolvovali další zaváděcí kolo. Frantzen tak přišel o své čtvrté místo na startu a startoval tak z konce pole. Pří startu do druhého zahřívacího kola měl problém i nejrychlejší pilot kvalifikace Montoya a tak ho potkal stejný osud jako Frentzena.
Druhý start již vyšel na 100% a do čela šel Ralf Schumacher před svým bratrem Michaelem, Barrichellem a Fisichellou, který skvěle odstartoval a prosmýkl se z 8. na čtvrté místo. Již ve výjezdu z Eau Rouge si oba bratři vyměnili pozice, také Montoya se rychle dostával dopředu. V čele jedoucí Michael Schumacher si již po třech kolech vyjel náskok přes 5s před svým bratrem Ralfem, který se tak ocitl v rudých kleštích, neboť na něj dorážel na třetím místě jedoucí Barrichello na druhém Ferrari.

## Výsledky
- 2. září 2001
- Okruh Spa-Francorchamps
- 36 kol x 6,968 km = 250,848 km
- 677. Grand Prix
- 52. vítězství Michaela Schumachera (Nový rekord)
- 143. vítězství pro Ferrari
- 61. vítězství pro Německo
- 103. vítězství pro vůz se startovním číslem 1

| Pozice | Jezdec                | Vůz            | Čas               | Body | Nej. kolo      |
| ------ | --------------------- | -------------- | ----------------- | ---- | -------------- |
| 1      | Michael Schumacher    | Ferrari F2001  | 1:08'05.002       | 9    | 1'49.758       |
| 2      | David Coulthard       | McLaren MP4-16 | á 0:10:098        | 6    | 1'51.608       |
| 3      | Giancarlo Fisichella  | Benetton B201  | á 0:27:742        | 4    | 1'51.725 (4.)  |
| 4      | Mika Häkkinen         | McLaren MP4-16 | á 0:36:087        | 3    | 1'51.741 (5.)  |
| 5      | Rubens Barrichello    | Ferrari F2001  | á 0:54:521        | 2    | 1'51.776 (6.)  |
| 6      | Jean Alesi            | Jordan EJ11    | á 0:59:684        | 1    | 1'51.996 (8.)  |
| 7      | Ralf Schumacher       | Williams FW23B | á 0:59:986        |      | 1'51.058       |
| 8      | Jacques Villeneuve    | BAR 003        | á 1:04:970        |      | 1'52.372 (9.)  |
| 9      | Heinz-Harald Frentzen | Prost AP04     | á 1 kolo          |      | 1'54.051 (12.) |
| 10     | Jos Verstappen        | Arrows A22     | á 1 kolo          |      | 1'54.095 (13.) |
| 11     | Olivier Panis         | BAR 003        | á 1 kolo/ stop&go |      | 1'52.533 (10.) |
| 12     | Enrique Bernoldi      | Arrows A22     | á 1 kolo          |      | 1'55.196 (14.) |
| 13     | Tarso Marques         | Minadi PS01B   | á 4 kola          |      | 1'56.484 (15.) |
| Kolo   | Odstoupili            | -              | Příčina           | Body | Nej. kolo      |
| 31     | Jarno Trulli          | Jordan EJ11    | Motor             |      | 1'51.828 (7.)  |
| 17     | Jenson Button         | Benetton B201  | Mimo trať         |      | 1'53.409 (11.) |
| 1      | Juan Pablo Montoya    | Williams FW23  | Motor             |      | 2'05.821 (16.) |
| 1      | Pedro de la Rosa      | Jaguár R2      | Suspenzor         |      | 3'49.381 (17.) |
| 0      | Nick Heidfeld         | Sauber C20     | Suspenzor         |      |                |
| 0      | Kimi Räikkönen        | Sauber C20     | Rozvody           |      |                |
| 0      | Eddie Irvine          | Jaguár R2      | Kolize            |      |                |
| 0      | Luciano Burti         | Prost AP04     | Kolize            |      |                |
| 0      | Fernando Alonso       | Minadi PS01B   | Převodovka        |      |                |

- Olivier Panis penalizován stop&go, za přejetí bílé čáry při výjezdu z boxu

## Nejrychlejší kolo
- Michael Schumacher Ferrari 1'49.758 - 228.546 km/h
- 44. nejrychlejší kolo Michaela Schumachera (Nový rekord)
- 147. nejrychlejší kolo pro Ferrari
- 58. nejrychlejší kolo pro Německo
- 86. nejrychlejší kolo pro vůz se startovním číslem 1

## Vedení v závodě
| Kola          | km         | Jezdec             | %    |
| ------------- | ---------- | ------------------ | ---- |
| 1. – 36. kolo | 250,848 km | Michael Schumacher | 100% |

| Schumacher |
| ---------- |

## Postavení na startu
Juan Pablo Montoya - Williams FW23- 1'52.072
- 2. Pole position Juana Pabla Montoyi
- 111. Pole position pro Williams
- 2. Pole position pro Kolumbii
- 40. Pole position pro vůz se startovním číslem 6

| *                                                      | *                                                    | Kvalifikace                               | 2. sekce                               | 1. sekce                               | Warm Up                                |
| ------------------------------------------------------ | ---------------------------------------------------- | ----------------------------------------- | -------------------------------------- | -------------------------------------- | -------------------------------------- |
|                                                        | _______1_______ Juan Pablo Montoya Williams 1'52.072 | Juan Pablo Montoya Williams 1'52.072      | Juan Pablo Montoya Williams 1'47.494   | Michael Schumacher Ferrari 1'48.655    | Michael Schumacher Ferrari 1'49.495    |
| _______2_______ Ralf Schumacher Williams 1'52.959      |                                                      | Ralf Schumacher Williams 1'52.959         | Ralf Schumacher Williams 1'47.768      | Jarno Trulli Jordan 1'49.404           | Mika Häkkinen McLaren 1'50.694         |
|                                                        | _______3_______ Michael Schumacher Ferrari 1'54.685  | Michael Schumacher Ferrari 1'54.685       | Mika Häkkinen McLaren 1'48.465         | Rubens Barrichello Ferrari 1'49.456    | Kimi Räikkönen Sauber 1'50.738         |
| _______4_______ Heinz-Harald Frentzen Prost 1'55.233   |                                                      | Heinz-Harald Frentzen Prost 1'55.233      | David Coulthard McLaren 1'48.698       | Giancarlo Fisichella Benetton 1'50.192 | Ralf Schumacher Williams 1'50.776      |
|                                                        | _______5_______ Rubens Barrichello Ferrari 1'56.116  | Rubens Barrichello Ferrari 1'56.116       | Rubens Barrichello Ferrari 1'49.071    | Mika Häkkinen McLaren 1'50.239         | Eddie Irvine Jaguar 1'50.818           |
| _______6_______ Jacques Villeneuve BAR 1'57.038        |                                                      | Jacques Villeneuve BAR 1'57.038           | Giancarlo Fisichella Benetton 1'49.511 | Kimi Räikkönen Sauber 1'50.495         | Heinz-Harald Frentzen Prost 1'50.908   |
|                                                        | _______7_______ Mika Häkkinen McLaren 1'57.043       | Mika Häkkinen McLaren 1'57.043            | Eddie Irvine Jaguar 1'49.857           | Ralf Schumacher Williams 1'50.801      | Juan Pablo Montoya Williams 1'50.993   |
| _______8_______ Giancarlo Fisichella Benetton 1'57.668 |                                                      | Giancarlo Fisichella Benetton 1'57.668    | Jacques Villeneuve BAR 1'49.953        | Eddie Irvine Jaguar 1'51.555           | Jarno Trulli Jordan 1'51.062           |
|                                                        | _______9_______ David Coulthard McLaren 1'58.008     | David Coulthard McLaren 1'58.008          | Jenson Button Benetton 1'50.130        | Jean Alesi Jordan 1'51.631             | Nick Heidfeld Sauber 1'51.317          |
| _______10_______ Pedro de la Rosa Jaguar 1'58.519      |                                                      | Pedro de la Rosa Jaguar 1'58.519          | Jean Alesi Jordan 1'50.485             | Jenson Button Benetton 1'51.673        | Rubens Barrichello Ferrari 1'51.394    |
|                                                        | _______11_______ Olivier Panis BAR 1'58.838          | Olivier Panis BAR 1'58.838                | Jarno Trulli Jordan 1'50.494           | Olivier Panis BAR 1'52.071             | Pedro de la Rosa Jaguar 1'51.418       |
| _______12_______ Kimi Räikkönen Sauber 1'59.050        |                                                      | Kimi Räikkönen Sauber 1'59.050            | Olivier Panis BAR 1'50.501             | Heinz-Harald Frentzen Prost 1'52.073   | David Coulthard McLaren 1'51.750       |
|                                                        | _______13_______ Jean Alesi Jordan 1'59.128          | Jean Alesi Jordan 1'59.128                | Heinz-Harald Frentzen Prost 1'50.765   | Pedro de la Rosa Jaguar 1'52.119       | Jean Alesi Jordan 1'52.338             |
| _______14_______ Nick Heidfeld Sauber 1'59.302         |                                                      | Nick Heidfeld Sauber 1'59.302             | Pedro de la Rosa Jaguar 1'52.267       | Nick Heidfeld Sauber 1'52.436          | Giancarlo Fisichella Benetton 1'52.436 |
|                                                        | _______15_______ Jenson Button Benetton 1'59.587     | Jenson Button Benetton 1'59.587           | Luciano Burti Prost 1'52.740           | Jacques Villeneuve BAR 1'52.804        | Fernando Alonso Minardi 1'52.479       |
| _______16_______ Jarno Trulli Jordan 1'59.647          |                                                      | Jarno Trulli Jordan 1'59.647              | Enrique Bernoldi Arrows 1'52.906       | Juan Pablo Montoya Williams 1'52.829   | Olivier Panis BAR 1'52.519             |
|                                                        | _______17_______ Eddie Irvine Jaguar 1'59.689        | Eddie Irvine Jaguar 1'59.689              | Fernando Alonso Minardi 1'53.546       | Jos Verstappen Arrows 1'52.955         | Jacques Villeneuve BAR 1'52.903        |
| _______18_______ Luciano Burti Prost 1'59.900          |                                                      | Luciano Burti Prost 1'59.900              | Tarso Marques Minardi 1'53.861         | Fernando Alonso Minardi 1'55.021       | Tarso Marques Minardi 1'52.908         |
|                                                        | _______19_______ Jos Verstappen Arrows 2'02.039      | Jos Verstappen Arrows 2'02.039 / 108.9%   | Michael Schumacher Ferrari 1'57.257    | Tarso Marques Minardi 1'55.099         | Luciano Burti Prost 1'53.083           |
| _______20_______ Fernando Alonso Minardi 2'02.594      |                                                      | Fernando Alonso Minardi 2'02.594 / 109.4% | Jos Verstappen Arrows 1'57.477         | Enrique Bernoldi Arrows 1'55.491       | Jos Verstappen Arrows 1'53.737         |
|                                                        | _______21_______ Enrique Bernoldi Arrows 2'03.048    | Enrique Bernoldi Arrows 2'03.048/ 109.8%  | Kimi Räikkönen Sauber 1'58.547         | Luciano Burti Prost 2'11.037           | Enrique Bernoldi Arrows 1'54.472       |
| _______22_______ Tarso Marques Minardi 2'03.048        |                                                      | Tarso Marques Minardi 2'03.048 / 109.8%   | Nick Heidfeld Sauber 2'55.816          | David Coulthard McLaren 12'37.913      | Jenson Button Benetton 2'34.526        |

### Zajímavosti
- 52. vítězství Michaela Schumachera (Nový rekord)
- 44. nejrychlejší kolo Michaela Schumachera (Nový rekord)
- Michael Schumacher jel 87 GP v čele (Nový rekord)
- Michael Schumacher jel 3053 kol v čele (Nový rekord)

| Pole position      | Vítězství          | Nej. kolo          |
| Kolumbie           | Německo            | Německo            |
| Juan Pablo Montoya | Michael Schumacher | Michael Schumacher |
| Williams FW23      | Ferrari F2001      | Ferrari F2001      |
| 1'52.072           | 1:08'05.002        | 1'49.758           |
| 223.828 km/h       | 221.065 km/h       | 228.546 km/h       |
| ------------------ | ------------------ | ------------------ |

### Stav MS
- GP - body získané v této Grand Prix

| *  | Jezdec                | Body | GP | *  | Vůz      | Body | GP | *  | Stát           | Body | GP |
| -- | --------------------- | ---- | -- | -- | -------- | ---- | -- | -- | -------------- | ---- | -- |
| 1  | Michael Schumacher    | 104  | 10 | 1  | Ferrari  | 152  | 12 | 1  | Německo        | 165  | 10 |
| 2  | David Coulthard       | 57   | 6  | 2  | McLaren  | 81   | 9  | 2  | Velká Británie | 63   | 6  |
| 3  | Rubens Barrichello    | 41   | 2  | 3  | Williams | 59   |    | 3  | Brazílie       | 48   | 2  |
| 4  | Ralf Schumacher       | 44   |    | 4  | Sauber   | 20   |    | 4  | Finsko         | 33   | 3  |
| 5  | Mika Häkkinen         | 24   | 3  | 5  | B.A.R    | 16   |    | 5  | Itálie         | 17   | 4  |
| 6  | Juan Pablo Montoya    | 15   |    | 6  | Jordan   | 16   | 1  | 6  | Kolumbie       | 15   |    |
| 7  | Jacques Villeneuve    | 11   |    | 7  | Benetton | 10   | 4  | 7  | Kanada         | 11   |    |
| 8  | Nick Heidfeld         | 11   |    | 8  | Jaguar   | 5    |    | 8  | Francie        | 10   | 1  |
| 9  | Kimi Räikkönen        | 9    |    | 9  | Prost    | 4    |    | 9  | Nizozemsko     | 1    |    |
| 10 | Jarno Trulli          | 9    |    | 10 | Arrows   | 1    |    | 10 | Španělsko      | 1    |    |
| 11 | Giancarlo Fisichella  | 8    | 4  |    |          |      |    |    |                |      |    |
| 12 | Heinz-Harald Frentzen | 6    |    |    |          |      |    |    |                |      |    |
| 13 | Olivier Panis         | 5    |    |    |          |      |    |    |                |      |    |
| 14 | Jean Alesi            | 5    | 1  |    |          |      |    |    |                |      |    |
| 15 | Eddie Irvine          | 4    |    |    |          |      |    |    |                |      |    |
| 16 | Jenson Button         | 2    |    |    |          |      |    |    |                |      |    |
| 17 | Jos Verstappen        | 1    |    |    |          |      |    |    |                |      |    |
| 18 | Pedro de la Rosa      | 1    |    |    |          |      |    |    |                |      |    |